# Валлумбілла – Ріді-Крік
Валлумбілла — Ріді-Крік — газопровід у австралійському штаті Квінсленд.
Газопровід спорудили в 2018 році як бідирекціональний інтерконнектор між газовим хабом у Валлумбіллі та установкою підготовки газу Ріді-Крік (Reedy Creek) на трасі трубопроводу Талінга/Спрінг-Галлі –  Вандоан – Кертіс-Айленд (живить один з заводів із зрідження природного газу на східному узбережжі Австралії). Він має довжину 49 кілометрів, діаметр 450 мм та пропускну здатність 8 млн м3 на добу. Газопровід споруджений у підземному виконанні та прокладений на глибині не менш ніж 0,9 метра.
Хаб у Валлумбілла надає можливість отримувати ресурс з трубопроводу Валлумбілла — Мумба і сполучений з підземними сховищами газу Рома,Сілвер-Спрінгс та Ньюстед (крім того, до Валлумбілла можлива подача газу по трубопроводах Ферв'ю – Валлумбілла, Спрінг-Галлі – Валлумбілла, Віндібрі – Валлумбілла, Талінга — Валлумбілла, втім, всі їх вихідні установки підготовки наразі безпосередньо під'єднані до потужних трубопровідних систем, що ведуть на острів Кертіс-Айленд).